# Mézidon-Canon
Mézidon-Canon ist eine ehemalige französische Gemeinde mit zuletzt 4945 Einwohnern (Stand 1. Januar 2013), die im Département Calvados und in der Region Normandie liegt. Sie gehört zum Arrondissement Lisieux und zum Kanton Mézidon-Canon.

## Lage
Mézidon-Canon lag zwischen den Flüssen Dives und Laizon, etwa gleich weit entfernt von Cabourg im Norden, Caen im Nordwesten, Falaise im Süden und Lisieux im Nordosten.

## Geschichte
Die Gemeinde Mézidon-Canon entstand am 9. September 1972 neu durch den Zusammenschluss der bis dahin selbständigen Gemeinden Mézidon und Canon.
Sie wurde am 1. Januar 2017 mit 13 weiteren Gemeinden, namentlich Les Authieux-Papion, Crèvecœur-en-Auge, Croissanville, Grandchamp-le-Château, Lécaude, Magny-la-Campagne, Magny-le-Freule, Le Mesnil-Mauger, Coupesarte, Monteille, Percy-en-Auge, Saint-Julien-le-Faucon und Vieux-Fumé zur neuen Gemeinde Mézidon Vallée d’Auge zusammengeschlossen.

## Bevölkerungsentwicklung der ehemaligen Gemeinde
| Jahr      | 1962 | 1968 | 1975 | 1982 | 1990 | 1999 | 2007 |
| Einwohner | 4393 | 4427 | 4123 | 4571 | 4622 | 4713 | 4683 |

## Politik

### Rathaus
Bürgermeister (Maire) war seit 1995 François Aubey. Er wurde für die Amtsperiode 2008–2014 wiedergewählt. Die Gemeinde war Mitglied der Communauté de communes de la Vallée d’Auge. 

### Städtepartnerschaften
Mézidon-Canon unterhält Städtepartnerschaften mit der englischen Kleinstadt Honiton und der deutschen Gemeinde Gronau.

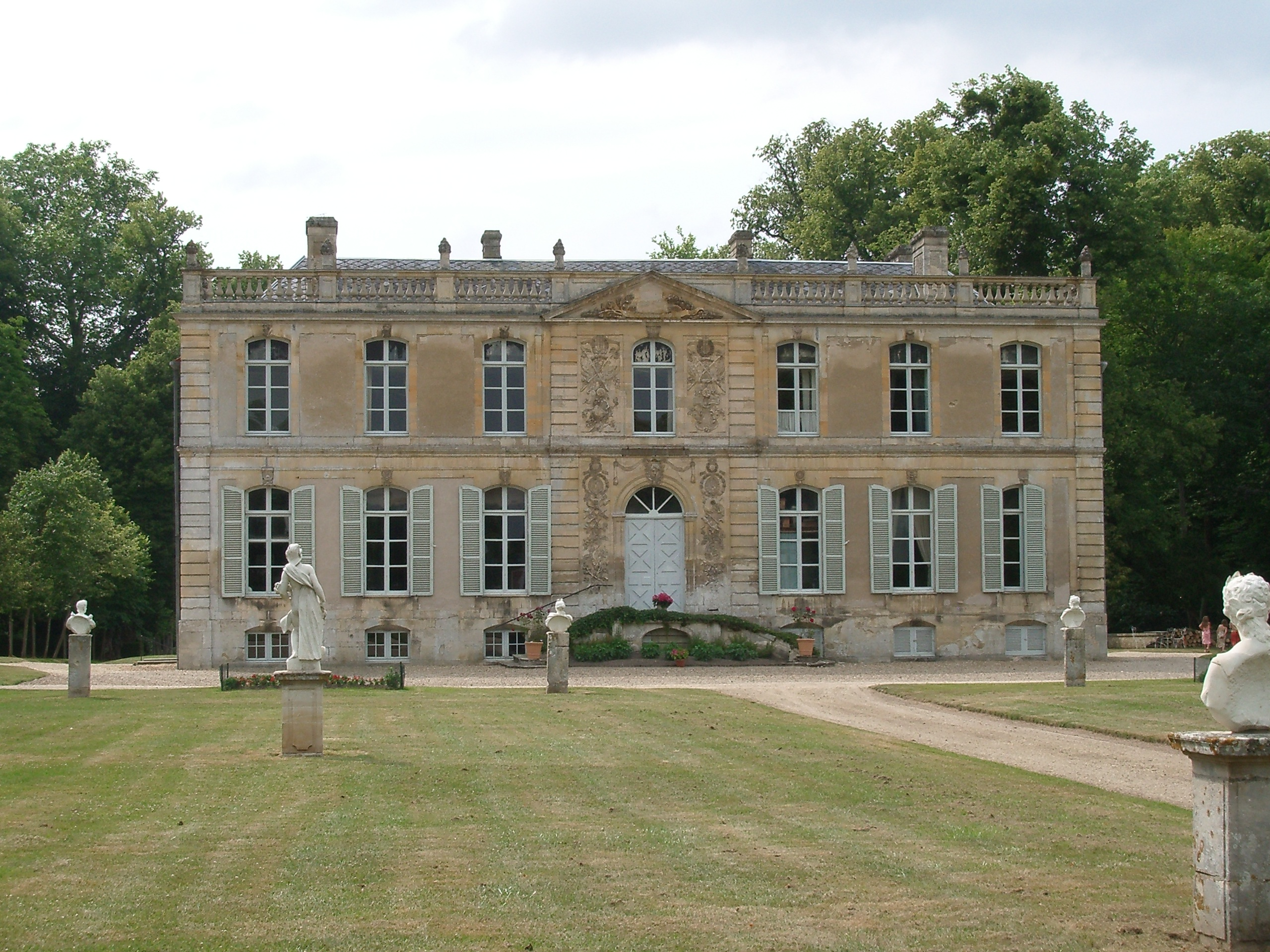
Schloss von Canon

## Wirtschaft und Infrastruktur
Mézidon-Canon lag ca. 25 km südöstlich von Caen an der Départementsstraße D47. Die Entfernung nach Lisieux beträgt ca. 28 km in Richtung Nordosten. In Mézidon-Canon gibt es einen Bahnhof an der Strecke Caen – Lisieux, hier befindet sich der Abzweig in Richtung Argentan.

## Sehenswürdigkeiten
Das Schloss von Canon wurde im 18. Jahrhundert erbaut. Auch im Ortsteil Breuil gibt es ein Schloss, das aus dem 17. Jahrhundert stammt und dessen Umgebung als Parc et jardins du Château de Canon bekannt ist.